# Beatriz de Coímbra
La infanta Beatriz de Coímbra y Urgell (Coímbra, 1435-Brujas, 1462) fue una noble portuguesa, miembro de la Casa de Avís, que se convertiría señora de Ravenstein al casarse con Adolfo de Cléveris.

## Orígenes familiares
Beatriz fue la quinta hija de Pedro de Coímbra, regente de Portugal, y su mujer, Isabel de Urgel. Era pues nieta de Jaime II de Urgel y bisnieta de Pedro IV de Aragón. Por ello, su hermano mayor fue proclamado rey Pedro IV de Cataluña a partir de 1463 y hasta su muerte, por parte de la Generalidad de Cataluña que entró en guerra con el rey Juan II de Aragón.
Miembro de la Casa de Avís por línea paterna, fue nieta del rey Juan I de Portugal y de Felipa de Lancaster. Entre sus hermanos, además del rey Pedro IV de Cataluña, se encontraban del príncipe Juan de Antioquía, la reina Isabel de Portugal, el cardenal Jaime de Coímbra y la Felipa de Coímbra, monja en el monasterio de Odivellas.

## Biografía
Beatriz nació en Coímbra el 21 de noviembre de 1435, en una de las familias más cultivadas del momento. En sólo tres años murió su tío, el rey Duarte I de Portugal, y Pedro de Coímbra se acabó imponiendo como el regente, durante la minoría de edad del futuro rey Alfonso V.
En 1448 acabó la regencia de Pedro, y al año siguiente murió derrotado en la batalla de Alfarrobeira, donde el rey Alfonso V había acusado a Pedro de conspiración.
A consecuencia de la muerte de su padre, Beatriz fue encarcelada, cuando solamente tenía catorce 14 años, y se exilió con sus hermanos Juan y Jaime en Borgoña, bajo la protección de su tía Isabel de Avís, esposa de Felipe III de Borgoña.

## Matrimonio y descendencia
El 13 de mayo de 1453 se casó en Gante con Adolfo de Cléveris, señor de Ravenstein y conde de Mark, que también era sobrino de los duques de Borgoña, al ser hijo del duque Adolfo I de Cléveris, y María de Borgoña (duquesa de Cléveris), hermana de Felipe III de Borgoña.
Beatriz murió en 1462, con sólo 27 años, en la ciudad de Brujas, con sospechas de haber sido envenenada, después de haber tenido dos hijos de su matrimonio:
- Felipe de Cléveris, señor de Ravenstein (1456-1528).
- Luisa de Cléveris (1457-1458), murió con tan solo un año de edad.